# Victoire de la révélation féminine
 (avril 2025).
La Victoire de la révélation féminine est une récompense musicale française décernée annuellement lors des Victoires de la musique à partir de 2021. Elle vient primer la meilleure artiste féminine interprète révélée dans l'année, selon les critères d'un collège de professionnels
Cette récompense fait suite à la Victoire de la révélation attribuée de 1997 à 2004, puis à la Victoire du groupe ou artiste révélation du public attribuée de 2005 à 2013. Après cette édition, seuls les albums étaient récompensés avec la victoire de l'album révélation de l'année.
Après la Pandémie de Covid-19 en France en 2020 et l'annulation des spectacles, le prix révélation scène ne pouvait pas être décerné et les deux catégories révélation féminine et masculine ont été alors crées.

## Palmarès

### Années 2020
- 2021 : Yseult
- 2022 : Barbara Pravi
- 2023 : November Ultra
- 2024 : Zaho de Sagazan
- 2025 : Solann